# A little pain
『a little pain』（ア・リトル・ペイン）は、OLIVIAがOLIVIA inspi' REIRA (TRAPNEST)名義での1枚目のシングルである。

## 解説
- 2006年6月28日にcutting edgeよりリリースされた。CD、CD+DVDの2形態で発売された。DVDには本曲のプロモーションビデオが収録されている。
- 本曲は矢沢あいのアニメ『NANA』の第1幕エンディングテーマ。この曲にはOLIVIAは同じアニメのバンドTRAPNESTのヴォーカリスト芹澤レイラ（REIRA）の役割が描かれている。リード曲はアニメのキャラクターとして歌ってが、カップリング曲はOLIVIA名義でクレジットした。"REIRA"としてにシングル「Wish/Starlesss Night」、アルバム「OLIVIA inspi' REIRA (TRAPNEST)」後にもリリースした。
- 自身初のオリコンチャートトップ10入りの作品となった。

## 収録曲
全曲詞はOLIVIAと共作

### CD
1. a little pain
作詞：川村真澄／作曲：山口寛雄／編曲：十川知司
日本テレビ系アニメ「NANA」エンディングテーマ
2. tears & rainbows
作詞：SPACE CRITTER／作曲：OLIVIA／作曲・編曲：Jeffrey Lufkin
3. let go
作詞：SPACE CRITTER／作曲：OLIVIA／作曲・編曲：Jeffrey Lufkin

### DVD
1. a little pain [Music Clip]